# Philly Joe Jones
Philly Joe Jones, geboren als Joseph Rudolph Jones (Philadelphia, 15 juli 1923 - aldaar, 30 augustus 1985), was een Amerikaanse jazzdrummer.

## Biografie
Jones vloeide voort uit de rhythm-and-blues-traditie uit de late jaren 1940, voordat hij als drummer in de modernjazz begon te werken, waarbij op te merken is, dat de beide muziekstijlen toentertijd nog niet zo duidelijk van elkaar waren gescheiden dan later. Nog in Philadelphia begeleidde hij John Coltrane en Benny Golson. In 1947 vestigde hij zich in New York, waar hij als huisdrummer van het Café Society speelde met Charlie Parker, Fats Navarro en Dizzy Gillespie. Daarna werkte hij bij Ben Webster, Joe Morris, Tiny Grimes, Lionel Hampton, met zijn mentor Tadd Dameron en Tony Scott.
Tussen 1955 en 1958 was hij een bepalende factor in de ritmesectie van het Miles Davis-kwintet en later sextet. Davis scheidde niet uit muzikale motieven van Jones, maar uitsluitend wegens de onevenwichtigheid, die de zware drugsverslaving van de drummer voor het professionele werk met zich meebrachten. Desondanks werkte Jones mee bij talrijke plaatopnamen (Blue Note Records, Riverside, Prestige), omdat zijn zintuig voor drive, dynamiek en smaak zeer gevraagd waren.
Jones' bijdragen aan de ontwikkeling van het drumspel zijn talrijk en vormden van zijn kant de basis van verdere vernieuwingen, zoals ze in het milieu van de freejazz van de jaren 1960 werden ingesteld door muzikanten als Tony Williams en Elvin Jones. Vooral bekend is de kenmerkende 'two beat feel', waarmee de drummer in samenspel met de contrabassist Paul Chambers vaak de voorstelling van het thema van de blazers ondergeschikt maakte. Ook leidde hij eigen bands. Nadat hij in 1962 weer kort speelde bij Davis, ging hij in 1964 naar de westkust, voordat hij tussen 1967 en 1972 in Europa woonde, waar hij meerdere drumscholen leidde. Hij speelde en nam ook op met doortrekkende muzikanten als Archie Shepp. Terug in de Verenigde Staten formeerde hij de jazzrockband Le Grand Prix om daarna Bill Evans en Red Garland te begeleiden. Met de band Dameronia herinnert hij aan de muziek van Tadd Dameron.

## Overlijden
Philly Joe Jones overleed in augustus 1985 op 62-jarige leeftijd.

## Discografie
- Blues for Dracula (OJC, 1958) met Nat Adderley, Julian Priester, Johnny Griffin, Tommy Flanagan, Jimmy Garrison
- Cool Struttin'  (Blue Note, 1958) met Sonny Clark, Art Farmer, Jackie McLean, Paul Chambers
- Drums Around the World (OJC, 1959) met Blue Mitchell, Curtis Fuller, Cannonball Adderley, Benny Golson, Sahib Shihab
- Showcase (OJC, 1959) met Bill Barron, Julian Priester, Blue Mitchell, Pepper Adams, Charles Coker, Jimmy Garrison
- No Room for Squares (Blue Note, 1963) met Hank Mobley, Lee Morgan, Donald Byrd, Herbie Hancock, Andrew Hill
- Philly Joe Jones & Elvin Jones: Together! (Atlantic, 1961)
- The Turnaround! (Blue Note, 1963; 1965) met Hank Mobley, Donald Byrd, Herbie Hancock
- Straight No Filter (Blue Note, 1963; 1985) met Hank Mobley, Lee Morgan, Donald Byrd, Herbie Hancock, Andrew Hill
- M'Joe (OJC, 1968) met Kenny Wheeler, Chris Pyne, Peter King
- Philly Mignon (OJC, 1977) met Nat Adderley, Ira Sullivan, Dexter Gordon, George Cables, Ron Carter
- Drum Song (Sonet Records, ca. 1980) met Tommy Turrentine, Charles Brown, Mickey Tucker, Mickey Bass